# Objectifs et indicateurs SMART
Pour les articles homonymes, voir Objectif, Indicateur et Smart.
Cet article concerne le terme en gestion. Pour le terme en informatique, voir Self-Monitoring, Analysis and Reporting Technology.

Illustration des termes de l'acronyme SMART.

SMART (intelligent en anglais) est un moyen mnémotechnique permettant de décrire les objectifs que l’on veut exprimer de façon la plus claire, la plus simple à comprendre et pour lesquels les résultats sont réalisables. Un indicateur est une variable permettant de fournir des informations pour chacune des étapes d’un projet afin d’aider à la bonne prise de décision. L’analyse des différents indicateurs retenus se fait selon différents critères tels que la quantité des informations disponibles pour une étude, les coûts engendrés par la mise en place du projet et les ressources que l’on peut en obtenir, etc.
Le concept de management par objectifs est défini en 1954 par Peter F. Drucker sans employer l’acronyme SMART. La méthode consiste à identifier des objectifs quantitatifs et/ou qualitatifs sur une période définie. Il ajoute également que pour calculer la performance, il faut prendre en compte les travailleurs dans la détermination des objectifs. George T Doran est le premier à réellement utiliser l’acronyme SMART. Pour lui, certains objectifs doivent être utilisés comme des lignes de conduite car tous ne peuvent pas répondre aux critères SMART.
Les objectifs et indicateurs SMART sont utilisés dans différents domaines dont le marketing, le management, les ressources humaines ou bien la gestion de projet. L’acronyme SMART peut correspondre à des termes différents selon les caractéristiques de l’objectif que l’on souhaite définir.
Nous proposons ici : Spécifique, Mesurable, Acceptable (et Ambitieux), Réaliste, Temporellement défini.

## Indicateurs
Pour un objectif à atteindre, le terme SMART peut correspondre aux indicateurs suivants :
- Spécifique (anglais : Specific) : un objectif spécifique doit être en lien direct avec le travail de la personne chargée de réaliser l’objectif : il doit être personnalisé. Par ailleurs, un objectif peut être également qualifié de simple car il doit être simple à comprendre, clair, précis et compréhensible par la personne pour que celle-ci soit efficace car la complexité ralentit l’action. De plus, il doit être compréhensible également par tous pour que l’objectif ait une légitimité aux yeux de tous.

- Mesurable (anglais : Measurable) : un objectif mesurable doit être quantifié ou qualifié. Pour réaliser un objectif, la définition d’un seuil est nécessaire afin de savoir quel est le niveau à atteindre, la valeur de la mesure à rencontrer. Il n’est pas possible de choisir un objectif que l’on ne peut quantifier ou qualifier par souci d’évaluation des moyens nécessaires pour l’atteindre.

- Atteignable (anglais : Achievable) : un objectif atteignable doit être raisonnable, favorisant ainsi l’adhésion des participants. On dit parfois aussi : Acceptable, Atteignable et Ambitieux (anglais : Acceptable, Achievable and Ambitious),  partagé par les participants (anglais : Agreed upon), et orienté Action (anglais : Action-oriented).  Il doit aussi être suffisamment grand et ambitieux pour qu’il représente un défi et qu’il soit motivant.  Ainsi, l’objectif sera plus facilement accepté par chacun des acteurs.

- Réaliste (anglais : Realistic, même si on trouve une variante en Relevant, pour pertinent) : un objectif réaliste est un objectif pour lequel le seuil du réalisme est défini. C’est-à-dire un niveau pour lequel le défi motivera le plus grand nombre de participants et évitera au mieux l’abandon de certains participants au fur et à mesure de la progression de l’objectif.

- Temporellement défini (anglais : Time-bound) : un objectif temporellement défini est délimité dans le temps : une date butoir avec, éventuellement, des dates intermédiaires. L’objectif doit être clairement défini dans le temps par des termes précis comme « d’ici 3 mois » et non pas par des termes flous comme « le plus rapidement possible »[4].

Il existe une multitude d'indicateurs mais ceux-ci sont les plus utilisés dans les domaines du marketing et du management.
Pour conclure, l'utilité d'un indicateur SMART résulte de la précision de l'objectif fixé. En effet, si l’objectif visé est trop vague il n’est pas possible de vérifier s’il a été atteint. Il faut donc prendre le temps de bien formuler en groupe ou avec d’autres personnes chargées du projet ses objectifs pour que la mise en place des indicateurs SMART soient des plus optimales possibles.